# Wallentinyi Dezső
Wallentinyi Dezső (Egyházasdengeleg, 1873. december 13. – Rimaszombat, 1924. június 20.) tanár.

## Élete
Szülei Wallentinyi Samu és Mikula Klementin. Testvére volt Wallentinyi Samu (1875-1930) eperjesi tanár, irodalomtörténész. Felesége Győry Ida, gyermekeik Győry Dezső (1900-1974) író, Wallentinyi Samu (1906-1968) szerkesztő, költő, István, Ida és Erzsébet.
Beöthy Zsolt tanítványa volt.
A rimaszombati Egyesült Protestáns Főgimnázium magyar–latin–görög (classicaphilologia) szakos tanára. Irodalmi munkássága mellett részt vett a város szellemi és kulturális életében. Felesége Győry Ida 1938-ban kezdeményezte a rimaszombati Huszth-ház, Petőfi szálláshelyének megjelölését.

## Művei
Győry Idával kiadta Tompa Mihály leveleit.
- 1912 Ferenczy István levelei. Rimaszombat
- Tompa vallásos költészete